# Hans Willich
Hans Willich (* 12. November 1869 in München; † 1943) war ein deutscher Architekturhistoriker.

## Leben
Hans Willich war der Sohn des Malers Cäsar Willich (1825–1886) und seiner Frau Johanna, geb. Roemer. Er besuchte das Maximiliansgymnasium in München. Ab 1889 studierte er Architektur an der Technischen Hochschule München und der Technischen Hochschule Berlin und legte 1895 in München die Diplomprüfung ab. Anschließend war er als Architekt tätig. Von 1901 bis 1903 war er Assistent an der Architekturabteilung der TH München bei Joseph Bühlmann. Am 30. Juni 1905 wurde er zum Dr.-Ing. promoviert, 1906 habilitiert. Ab 1911 lehrte er an der TH München als Privatdozent für Geschichte der Baukunst, von 1914 bis 1935 als außerordentlicher Professor.

## Veröffentlichungen (Auswahl)
- Das neue bayerische Nationalmuseum in München. In: Die Kunst 2, 1900, S. 257–265.
- Das letzte Vierteljahrhundert der Münchener Baukunst (= Akademischer Architektenverein München (Hrsg.): Festgabe zur Feier des 25jährigen Bestehens. Der königlich technischen Hochschule zu München gewidmet. 1. Teil). München 1904.
- Die Kirchenbauten des Giacomo Barozzi da Vignola. Ein Beitrag zur Entwicklungsgeschichte des Barockstils. Bruckmann, München 1905 (Dissertation).
- Giacomo Barozzi da Vignola (= Zur Kunstgeschichte des Auslandes 44). Heitz, Straßburg 1906 (Digitalisat).
- Heinrich Wölfflin: Renaissance und Barock. Eine Untersuchung über Wesen und Entstehung des Barockstils in Italien. 2., vollständig neu illustrierte Auflage. Bearbeitet von Hans Willich. Bruckmann, München 1907.
- mit Karl Trautmann: Entwicklung der Stadt. In: München und seine Bauten. Bruckmann, München 1912, S. 11–206 (Digitalisat).
- mit Paul Zucker Die Baukunst der Renaissance in Italien. (Handbuch der Kunstwissenschaft). Akademische Verlagsgesellschaft Athenaion, Berlin-Neubabelsberg 1914 Niederschlesische Digitale Bibliothek
  - 2. Auflage unter dem Titel Die Baukunst der Renaissance in Italien bis zum Tode Michelangelos 1914 (Robarts - University of Toronto).
- Münchens Baukunst unter den ersten drei Königen. In: Deutsche Städte – München. Stuttgart 1931, S. 30–38.